# Sjaak Troost
Jacob Troost – detto Sjaak – (Pernis, 29 agosto 1959) è un ex calciatore e dirigente sportivo olandese, di ruolo difensore.

## Carriera
Militò per tutta la sua carriera al Feyenoord, giocando in tutto 329 partite tra il 1978 e il 1992.
Con la Nazionale olandese giocò 4 partite tra il 1987 e il 1988 e prese parte al vittorioso campionato d'Europa 1988 senza entrare in campo.
Dal 24 maggio al 20 novembre 2019 è direttore tecnico del Feyenoord per poi lasciare il posto a Frank Arnesen.
Al 2021 è membro del consiglio direttivo del Feyenoord.

## Palmarès

### Club

#### Competizioni nazionali
- Coppa dei Paesi Bassi: 4

Feyenoord: 1979-1980, 1983-1984, 990-1991, 1991-1992
- Campionato olandese: 1

Feyenoord: 1983-1984
- Supercoppa dei Paesi Bassi: 1

Feyenoord: 1991

### Nazionale
- Campionato d'Europa: 1

1988